# Le Lion devenu vieux
Le Lion devenu vieux est la quatorzième fable du livre III de Jean de La Fontaine situé dans le premier recueil des Fables de La Fontaine, édité pour la première fois en 1668.
Ce texte littéraire est à l'origine de l'expression « le coup de pied de l'âne » désignant un coup porté à un adversaire déjà terrassé.

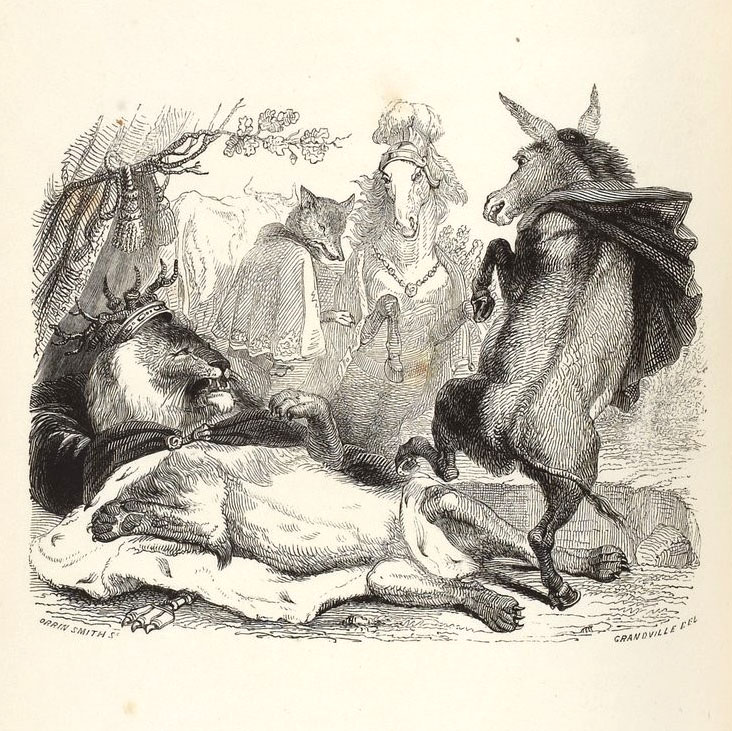
Illustration de Grandville (1838-1840)

## Texte
LE LION DEVENU VIEUX
[Phèdre,]
Le Lion, terreur des forêts,

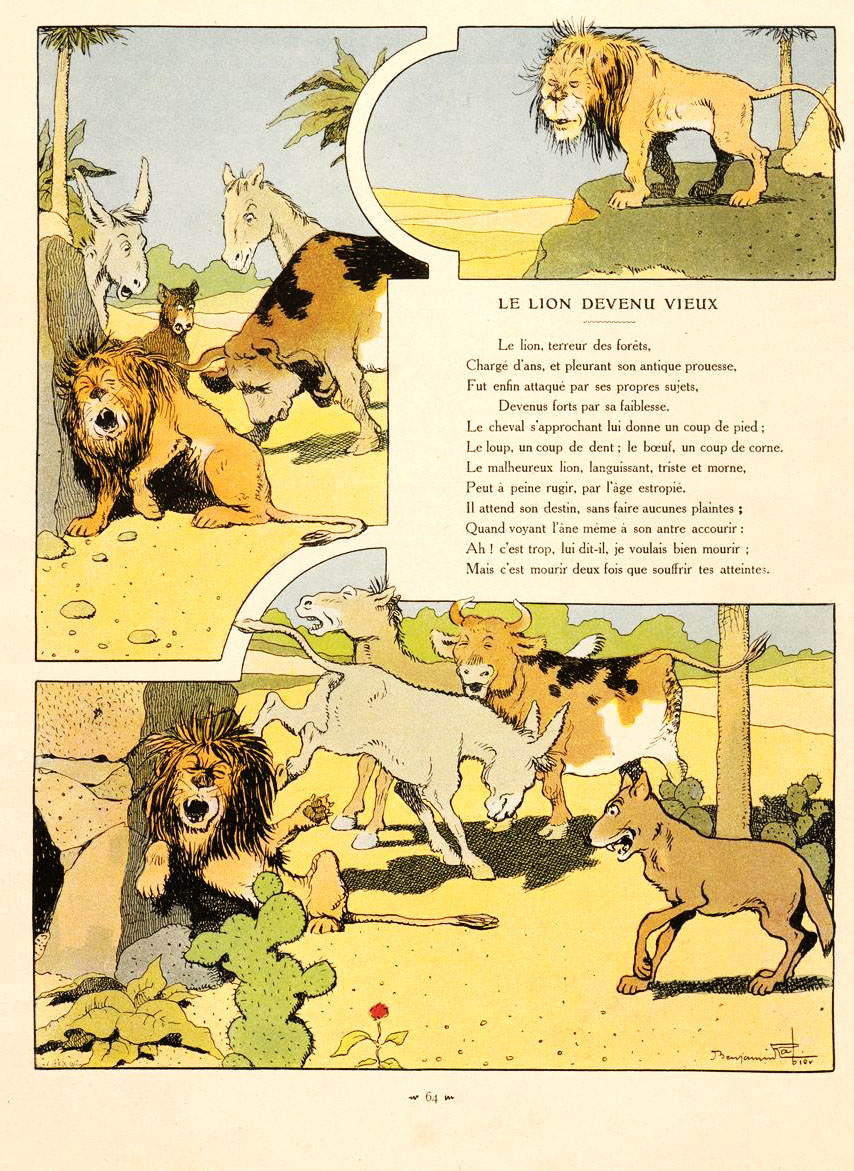
Illustration de Benjamin Rabier (1906)

Chargé d'ans, et pleurant son antique prouesse,

Fut enfin attaqué par ses propres sujets

Devenu forts par sa faiblesse.

Le Cheval s'approchant lui donne un coup de pied,

Le Loup, un coup de dent ; le Bœuf, un coup de corne.

Le malheureux Lion, languissant, triste, et morne,

Peut à peine rugir, par l'âge estropié.

Il attend son destin, sans faire aucunes plaintes,

Quand, voyant l'Âne même à son antre accourir :

Ah ! c'est trop, lui dit-il, je voulais bien mourir ;

Mais c'est mourir deux fois que souffrir tes atteintes.
(Jean de La Fontaine, Fables de La Fontaine, Le Lion devenu vieux)